# شیر سوزنی

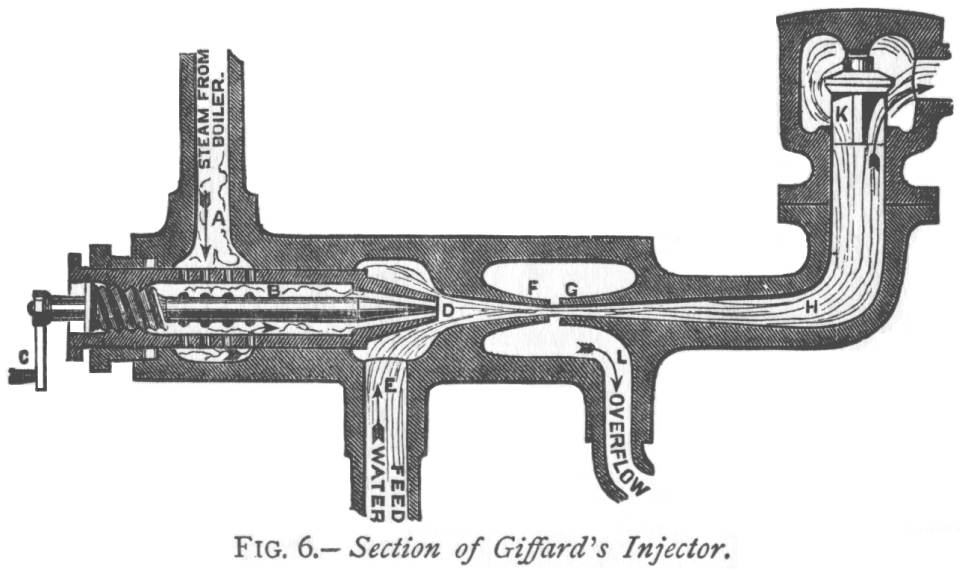
تصویر شماتیک از عملکرد یک شیر سوزنی.

شیر سوزنی (به انگلیسی: Needle valve) گونه‌ای از شیرهای صنعتی هستند که در آن از یک قطعه سوزنی شکل که به وسیله رزوه‌های طراحی شده بر روی آن حرکت می‌کند، جریان سیال را کنترل می‌کند.این دسته از شیرها در مسیرهایی عمدتاً نصب می گردند که قرار است در این مسیر کار کنترل دبی جریان انجام پذیرد.